# A5401CA
A5401CA（えーごーよんぜろいちしーえー）は、カシオ計算機が開発した、KDDIおよび沖縄セルラー電話のauブランドの携帯電話である。ここではマイナーチェンジモデルであるA5401CA II
（えーごーよんぜろいちしーえー つー）についても記述する。

## 特徴
auとしては初となるメガピクセルカメラを搭載した携帯電話で、124万画素のプログレッシブCCDカメラを搭載している。
デジタルカメラを製造しているメーカーであることを生かし、1つの画面を左右2つに分けて撮影できる「カップリング撮影機能」や横幅を広く取った「パノラマ撮影機能」などが搭載されている。また、Exif Print（Exif2.2）に対応したプリンターで撮影した画像をプリントアウトすることが可能である。 
なお、QVGA液晶や外部メモリー用のスロットを搭載していないが、auでは「価格や大きさなどに影響がでるため今回のモデルについては採用を見送った」としている。
同年9月29日にはマイナーチェンジモデルであるA5401CA IIも発表された。当時のカシオ製端末としては珍しく女性ユーザーを意識したデザイン及びカラーリングとなっている。

## A5401CA IIでの変更点
- カラーバリエーションの変更
- 上記の変更に伴う壁紙等の内蔵コンテンツの変更
- 本体ロゴの変更（au→au by KDDI）

## 沿革
- 2003年5月14日 - KDDIより正式発表
- 2003年5月30日 - 発売開始。
- 2003年9月29日 - KDDIよりA5401CA IIを追加発表。
- 2003年10月31日  - A5401CA II発売開始。